# Guimarotodon
Guimarotodon è un genere di piccoli mammiferi estinti vissuti nel Giurassico superiore. Furono tra i membri più basali nell'ordine anch'esso estinto dei Multituberculata. Guimarotodon è compreso nel sottordine dei "Plagiaulacida" e nella sottofamiglia Paulchoffatiinae (famiglia Paulchoffatiidae). Condivise il suo habitat con i Dinosauri. Il suo nome (dente di Leiria) gli venne dato da G. Hahn nel 1969, basandosi sui ritrovamenti negli strati risalenti al Kimmeridgiano (Giurassico superiore) della miniera di Guimarota, in Portogallo.
"Possedeva un Corpus mandibulae più sottile che in Paulchoffatia o Meketibolodon. La caratteristica peculiare di questo genere consiste nella morfologia dei denti P3-4 e M1" (Hahn & Hahn 2000 p. 105-106). Il Corpus mandibulae è quella parte della mandibola posta inferiormente rispetto alle file dei denti. P3-4 sono premolari superiori, mentre M1 è un molare superiore. "L'incisivo è leggermente ricurvo e la sua radice è lunga similarmente a quella di Meketibolodon e si estende al di sotto dei premolari posteriori" (Hahn & Hahn 2000 p. 105-106) .

## Guimarotodon leiriensis
Guimarotodon leiriensis (Hahn, 1969) è l'unica specie nota. La sua classificazione è basata sullo studio delle tre mandibole ritrovate. Il nome specifico si riferisce alla vicina cittadina di Leiria.

## Tassonomia
Sottoclasse †Allotheria Marsh, 1880
- Ordine †Multituberculata Cope, 1884:
  - Sottordine †Plagiaulacida Simpson, 1925
    - Famiglia †Paulchoffatiidae Hahn, 1969
      - Sottofamiglia †Paulchoffatiinae Hahn, 1971
        - Genere †Paulchoffatia Kühne, 1961
          - Specie †P. delgadoi Kühne, 1961

        - Genere †Pseudobolodon Hahn, 1977
          - Specie †P. oreas Hahn, 1977
          - Specie †P. krebsi Hahn & Hahn, 1994

        - Genere †Henkelodon Hahn, 1987
          - Specie †H. naias Hahn, 1987

        - Genere †Guimarotodon Hahn, 1969
          - Specie †G. leiriensis Hahn, 1969

        - Genere †Meketibolodon (Hahn, 1978) Hahn, 1993
          - Specie †M. robustus (Hahn, 1978) Hahn, 1993

        - Genere †Plesiochoffatia Hahn & Hahn, 1999
          - Specie †P. thoas Hahn & Hahn, 1998
          - Specie †P. peparethos Hahn & Hahn, 1998
          - Specie †P. staphylos Hahn & Hahn, 1998

        - Genere †Xenachoffatia Hahn & Hahn, 1998
          - Specie †X. oinopion Hahn & Hahn, 1998

        - Genere †Bathmochoffatia Hahn & Hahn, 1998
          - Specie †B. hapax Hahn & Hahn, 1998

        - Genere †Kielanodon Hahn, 1987
          - Specie †K. hopsoni Hahn, 1987

        - Genere †Meketichoffatia Hahn, 1993
          - Specie †M. krausei Hahn, 1993

        - Genere †Galveodon Hahn & Hahn, 1992
          - Specie †G. nannothus Hahn & Hahn, 1992

        - Genere †Sunnyodon Kielan-Jaworowska & Ensom, 1992
          - Specie †S. notleyi Kielan-Jaworowska & Ensom, 1992